# Bridgerule
Bridgerule är en ort och civil parish i Storbritannien.   Den ligger i grevskapet Devon och riksdelen England, i den södra delen av landet, 300 km väster om huvudstaden London. Bridgerule ligger 102 meter över havet och antalet invånare är 570.
Terrängen runt Bridgerule är platt, och sluttar västerut. Runt Bridgerule är det ganska tätbefolkat, med 70 invånare per kvadratkilometer. Närmaste större samhälle är Bude, 6,8 km väster om Bridgerule. Trakten runt Bridgerule består i huvudsak av gräsmarker.